# W i Re Magi
W i Re Magi è un album musicale monografico del gruppo I Re Magi, pseudonimo degli Oliver Onions, dedicato al film d'animazione italiano W i Re Magi di Manfredo Manfredi e Aldo Raparelli, pubblicato nel 1981 dalla KTR - RCA.

## Descrizione
L'album è da considerarsi un ibrido tra un'audiostoria, una colonna sonora ed un album natalizio, in quanto contiene la colonna sonora del cartone animato omonimo, ed una voce narrante che racconta la trama del cartone. Contiene oltre alla sigla iniziale, anche altri brani ispirati alla serie.
Del disco esiste una versione in portoghese dallo stesso titolo scritta in collaborazione con J. Hidalgo. Tutte le canzoni sono state scritte ed arrangiate da Guido e Maurizio De Angelis e Cesare De Natale. L'album non è mai stato ristampato su CD.

## Tracce
Lato A
1. W i Re Magi (versione LP corta) – 1:17
2. Arrivano i Re Magi – 3:21
3. Prima canzone del pastore – 1:48
4. Stella nostra stella – 3:56
5. Davanti a una vita - – 4:05
6. L'inseguimento – 3:14

Lato B
1. Bulibù – 3:19
2. Seconda canzone del pastore –1:16
3. Buon giorno alla vita – 3:39
4. La canzone del dono – 4:41
5. W i Re Magi (versione LP lunga) – 3:34

## Crediti
- Guido e Maurizio De Angelis: testi, arrangiamenti, cori e voci soliste
- Cesare De Natale: autore e produttore
- Luigi Notte: tecnico del missaggio